# Harpo Productions

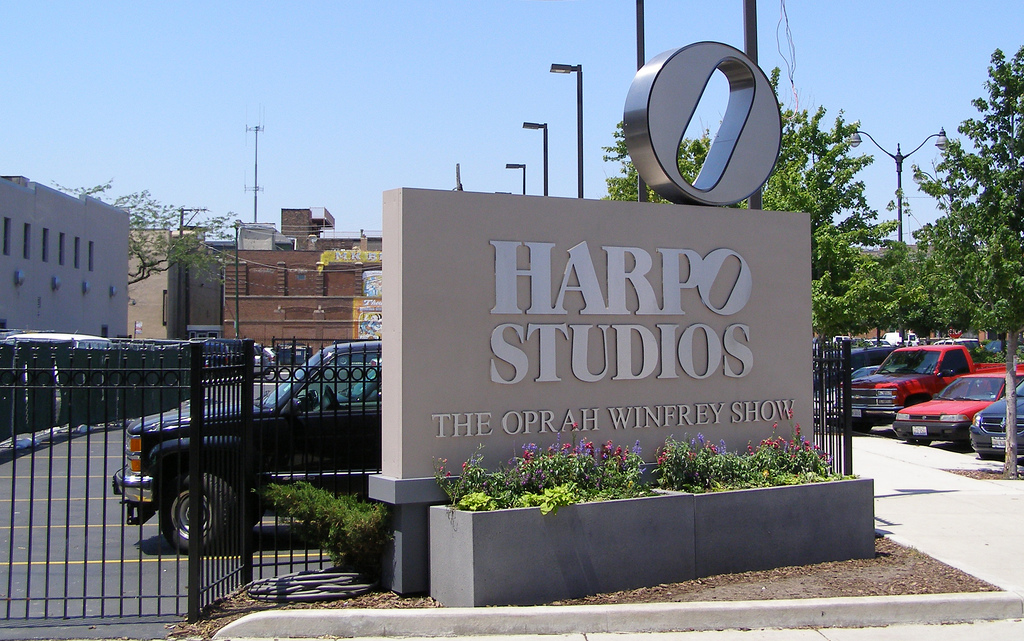
Toegangsbord bij Harpo Studios in Chicago

Harpo Productions is een multimediaproductiebedrijf uit de Verenigde Staten. Het bedrijf werd opgericht door televisiepresentatrice Oprah Winfrey (de bedrijfsnaam is haar omgedraaide voornaam). Harpo Films is ook eigendom van Harpo Productions. Het is gevestigd in Chicago.